# Hexatoma (Eriocera) rufoantica
Hexatoma (Eriocera) rufoantica is een tweevleugelige uit de familie steltmuggen (Limoniidae). De soort komt voor in het Oriëntaals gebied.